# Лесной (Исилькульский район)
Лесно́й — посёлок в Исилькульском районе Омской области. Административный центр Лесного сельского поселения.

## История
Основан в 1899 году. В 1928 году совхоз № 13 состоял из 31 хозяйства, основное население — русские. В административном отношении находился в составе Память-Свободовского сельсовета Исилькульского района Омского округа Сибирского края.

## Население
| 1926 | 2002  | 2010  | 2015  |
| ---- | ----- | ----- | ----- |
| 133  | ↗1355 | ↘1189 | ↗1223 |

## Улицы
| - ул. 60 лет СССР, - ул. Доманская, - ул. Ленина, - ул. Лесная, - ул. Мира, | - ул. Молодёжная, - ул. Новая, - ул. Пушкина, - ул. Садовая, - ул. Северная, | - ул. Стадионная, - ул. Суворовская, - ул. Школьная, - ул. Юбилейная, - ул. Южная. |